# 황태광
황태광(1975년 1월 26일 ~ )은 대한민국의 배우이다.

## 학력
- 서울예술대학 연극과

## 출연작

### 영화
- 《나를 찾아줘》 (2019년) - 노숙자 역
- 《치외법권》 (2015년) - 비리검사 역
- 《들개들》 (2014년) - 송곳 역
- 《캐치미》 (2013년) - 이 형사 역
- 《노리개》 (2013년) - 차정혁 역
- 《공정사회》 (2012년) - 남자 역
- 《사물의 비밀》 (2011년) - 매니저 역
- 《그녀는 예뻤다》 (2008년) - 소대원 역
- 《쏜다》 (2007년) - 형사 1 역
- 《잔혹한 출근》 (2006년) - 김 비서 역
- 《해안선》 (2002년) - 소초 경비병 1 역
- 《남자 태어나다》 (2002년) - 반짝이 남자 역
- 《조폭 마누라》 (2001년) - 양아치 역

### 드라마
- 《라켓소년단》 (2021년, SBS) -서울 배트민턴부 감독 역 (특별출연)
- 《빈센조》 (2021년, tvN) -서웅호 역
- 《모범형사》 (2020년, JTBC) - 장진수 역
- 《아름다운 세상》 (2019년, JTBC) - 이상우 역
- 《복수노트 2》 (2018년, Xtvn) - 최강 역
- 《슈츠》 (2018년, KBS2)
- 《파수꾼》 (2017년, MBC)
- 《뷰티풀 마인드》 (2016년, KBS2) - 최상혁 역
- 《시그널》 (2016년, tvN) -김정제 역
- 《디 데이》 (2015년, JTBC) - 총무과장 역
- 《아홉수 소년》 (2014년, tvN) - 김 차장 역
- 《유나의 거리》 (2014년, JTBC)
- 《지운수대통》 (2012년, TV조선) - 지재수 역
- 《대물》 (2010년, SBS)
- 《고맙습니다》 (2007년, MBC) - 조성구 역